# Тайный брат
«Тайный брат» (англ. Undercover Brother) — кинокомедия Малкольма Ли, вышедшая в 2002 году, с Эдди Гриффином в главной роли. Картина представляет собой пародию на фильмы 1970-х из жанра «blaxploitation», а также на цикл картин про Джеймса Бонда.

## Сюжет
Фильм начинается с рассказа о том, как в 1980-х годах, среди американской публики, резко начала снижаться популярность чёрной культуры, когда её стиль и новизна начали падать в глазах общественности из-за постоянных усилий «Человека». По легенде, этот «Человек» подрывает афроамериканское сообщество и культуры других меньшинств, с помощью SPECTRE-подобной организации. Как добровольный защитник чёрного сообщества, Тайный Брат борется против усилий этой организации подчинить распространение чёрной культуры.
В дополнение к усилиям Тайного Брата, организация, известная как B.R.O.T.H.E.R.H.O.O.D. (Братство) сражается с «Человеком», чтобы гарантировать продолжительность чёрной культуры. Агент Братства Девочка проникает в компанию, принадлежащую «Человеку», чтобы получить ценные данные и передать их своему начальству. В это время в здание врывается Тайный Брат. Она не успевает передать Братству всю полученную информацию, так как Тайный Брат выводит компьютеры из строя, тем самым срывая миссию Изнеженной Девочки. Тайный Брат обнаруживает себя и преследуется службой безопасности компании. Когда он пробегает мимо Изнеженной Девочки, та использует устройство, скрытое в портфеле, чтобы протянуть тугую проволоку на пути преследователей. Послушав описание этого инцидента от Изнеженной Девочки и её объяснения, почему она провалила миссию, шеф Братства приходит в замешательство.
Человек приведён в бешенство тем, что генерал Уоррен Боутвелл, чёрный ветеран Вьетнама, собирается баллотироваться на должность президента. Он вызывает своего лакея Фитера, который рассказывает ему о наркотике для контроля за разумом, который можно использовать, чтобы заставить Боутвелла отказаться баллотироваться на пост президента. Вместо этого, Боутвелл вынужден открыть ресторан жареных цыплят, эффективно устраняя угрозу, которую он представляет. Братство быстро понимает, что это внезапное изменение взглядов — работа «Человека». Шеф, вспомнив встречу Изнеженной Девочки с Тайным Братом, решает, что их группе понадобится помощь этого одинокого агента.
Изнеженная Девочка идёт на квартиру Тайного Брата и приводит его в штаб братства. Он знакомится с Братом Заговора, Шикарным Братом, Шефом и Лансом, единственным белым человеком в организации, так или иначе нанятым как молодой специалист из-за позитивной дискриминации. Братство убеждает Тайного Брата влиться под прикрытием в белую культуру и стать новым служащим в сигаретной компании, принадлежащей Человеку.
Через наблюдение Фитер раскрывает личность Тайного Брата и запускает своё секретное оружие, агента по имени Белый Дьявол. Она, изображая собой другого нового служащего, находит Тайного Брата и начинает встречаться с ним. Она заставляет его делать стереотипные белые вещи, типа поедания «белой еды», покупки вельветовой одежды, исполнения караоке и принятия глупого набора эвфемизмов.
Человек продолжает использовать свой наркотик для контроля за разумом, распространяя его в жареных цыплятах Генерала, желая подорвать чёрную культуру. Известные чёрные, которые поели генеральских цыплят, начинают приобщаться к белой культуре, например Джон Синглтон снимает ремейк фильма Шофёр мисс Дэйзи, Jay-Z появляется на обложке альбома Лоренса Уелка; снимается продолжения картины Увлечение Стеллы (под названием «Как Стелла вернула своего Белого человека»).
Обеспокоенная необычным поведением Тайного Брата, Изнеженная Девочка нападает на Белую Дьяволицу и убеждает Тайного Брата продолжить борьбу. Белая Дьяволица и её прихвостни преследуют их и загоняют в угол. Дьяволица собирается застрелить их обоих, но вместо этого стреляет в своих прихвостней. Тайный Брат сразил её и она не может принести себя в жертву, причинив ему вред.
Они все возвращаются в Братство. Шикарный Брат узнаёт от Белой Дьяволицы всё, что она знает. В это время входит Ланс, который говорит, что он только что смотрел телесериал Roots, и теперь хочет изгнать весь фанатизм. Они приглашают его в группу. Шеф также предлагает присоединиться и Белой Чертовке. Группа направляется к большое гала-представление после того, как они узнают что следующая мишень Человека — Джеймс Браун. Ланс сопровождает Брауна как телохранитель, но Фитер садится за руль лимузина и похищает его. Вскоре группа находит противоядие для наркотика контроля за разумом. Они идут на базу Человека, следуя сигналу передатчика, помещённого на Брауне.
Братство тайно пробирается внутрь под видом ямайских уборщиков, чтобы освободить Брауна и Генерала. Фитер получает сообщение от Человека о том, что он скоро прибудет на остров, и хочет, чтоб всё было улажено ко времени его приезда. Мистер Фитер готов применить наркотик к Брауну и представить его Человеку как трофей, когда тот уже направляется к базе. Браун начинает петь свой хит «Скажи Погромче — Я Чёрный, и Я Горд», вынуждая Фитера признать свою скрытую черноту. Браун снимает костюм и оказывается Тайным Братом. Служба безопасности базы засекает нарушителей и Фитер посылает своих прихвостней за агентами, которые обнаруживают Генерала. Генерал вызывается Фитером, который говорит ему убить Тайного Брата, а сам бежит прочь.
Прихвостни приходят в командный пункт и сражаются с Изнеженной Девочкой и Белой Дьяволицой, и в конечном счете терпят поражение. Впоследствии, Брат Заговора обращает внимание на кнопку, на которой написано «Atomic Core» (Атомное Ядро), он читает core как «coree» (Корея). Из любопытства он нажимает кнопку, что активирует систему самоуничтожения здания, которое произойдёт через 5 минут. Затем группа идёт на помощь Тайному Брату. Генерал собирался убить его, но ему вовремя дают противоядие. Они эвакуируют генерала с базы. При побеге, они сталкиваются с тремя огромными охранниками, но Ланс устраняет их ужасным способом. Команда достигает пляжа одновременно с шефом, который прибывает на судне на воздушной подушке.
Тайный Брат бежит на крышу, чтобы остановить Фитера. Они вступают в борьбу кунг-фу и дерутся под песню «Beat It». Мистер Фитер использует ножи, скрытые в его рукавах, и подрезает причёску Тайного Брата. Разгневанный Тайный Брат несколькими чёткими движениями наносит поражение Фитеру. Тут он видит вертолёт Человека зависший над базой). Человек говорит пилоту оставить Фитера, поскольку тот его подвёл. Фитер хватается за посадочное устройство вертолёта. Над океаном в его ягодицы вонзаются афро-расчёски, брошенные Тайным Братом, из-за чего Фитер теряет равновесие и падает в воду, где его тут же съедает акула.
Перед тем как здание самоуничтожилось Тайный Брат успевает спрыгнуть с утёса, и плавно приземляется, используя свои широкие штанины в качестве парашютов. Он и Изнеженная Девочка целуются и, после речи о равенстве, поднимаются на борт судна и покидают остров.

## Критика
В целом рецензии о фильме были благоприятны, по данным сайта Rotten Tomatoes 76 % критиков положительно оценили картину. Средняя оценка «Тайного брата» на этом сайте 6.6 из 10, из 120 рецензий 96 были положительными. Metacritic, другой сайт оценивающий фильмы, дал картине рейтинг в 69 %, основываясь на 30 обзорах.

## В ролях
| Актёр               | Роль                            |
| ------------------- | ------------------------------- |
| Эдди Гриффин        | Тайный брат / Антон Джексон     |
| Крис Кэттан         | мистер Фитер                    |
| Дэнис Ричардс       | Белая Дьяволица / Пенелопа Сноу |
| Онжаню Эллис        | Изнеженая девочка               |
| Дэйв Шапелл         | брат Заговора                   |
| Чи Макбрайд         | шеф                             |
| Нил Патрик Харрис   | Ланс                            |
| Гари Антони Уильямс | Умный брат                      |
| Билли Ди Уильямс    | генерал Уоррен Баутвелл         |
| Джек Ноузуорти      | мистер Елиас                    |
| Джеймс Браун        | в роли самого себя              |

## Продолжение
В феврале 2009 года Эдди Гриффин подтвердил, что они готовятся к съёмкам «Тайного Брата 2», которые должны начаться в июле 2009.